# Kiewer Rus
Die Kiewer Rus (belarussisch Кіеўская Русь, russisch Киевская Русь, ukrainisch Київська Русь), auch  Kyjiver Rus', Altrussland, Kiewer Russland bzw. Kiewer Reich, war ein mittelalterliches altostslawisches Großreich. Die heutigen Staaten Russland, Ukraine und Belarus sehen in der Kiewer Rus ihren Vorläufer. Der im 19. und 20. Jahrhundert geprägte Begriff kann auch als Bezeichnung der Epoche in der Geschichte der Rus verstanden werden, in der Kiew als Großfürstensitz das politische und kulturelle Zentrum der Rurikiden-Dynastie war.

## Begriff
Die Bezeichnung „Rus“ erhielten die Herrschaftsgebiete des Geschlechts der Rurikiden, das nach ihrem Dynastiegründer, dem Stammesfürsten Rjurik, benannt ist. Entlang des Weges von den Warägern zu den Griechen bildete sich eine Handelskette zwischen Ostseeraum, Schwarzem Meer und Bosporus. Dieses Gebiet wurde unter der Herrschaft der Rurikiden und des namensgebenden Stammes Rus vereinigt. Der Begriff „Kiewer Rus“ wurde im 19. Jahrhundert vom russischen Historiker Nikolai Karamsin geprägt, um die Kiewer Epoche in der Geschichte der Rus politisch und zeitlich von den späteren Epochen der Wladimirer Rus und Moskauer Rus abzugrenzen. Ukrainische nationalistische Historiker wie Mychajlo Hruschewskyj vermieden den Begriff zunächst, weil sie die Rus nur für die Ukraine vereinnahmten und die Präzisierung „Kiewer“ als überflüssig betrachteten (Hruschewskyj sprach lieber vom Kiewer Reich). Im 20. Jahrhundert wurde der Begriff Kiewer Rus unter Josef Stalin vom führenden Sowjethistoriker Boris Grekow für das prämongolische Reich der Rurikiden etabliert und später aus dem Russischen in andere Sprachen übernommen. Die modernere russische und belarussische Wissenschaft tendiert dazu, den Begriff „Altrussischer Staat“ (Древнерусское государство) zu verwenden. Der Grund dafür ist, dass der Begriff „Kiewer Rus“ die erste Ansiedlung Ruriks in Nowgorod oder Staraja Ladoga (siehe Nestorchronik) vor der Verlegung der Hauptstadt nach Kiew im Jahre 882 traditionell zwar mit umfasst, aber vom Namen her nicht berücksichtigt. Gleichzeitig enthalten Termini wie „Altrussland“ oder „Kiewer Russland“ russische Geschichtsdeutungen, die von einer direkten Kontinuität zwischen der Kiewer Rus' und dem heutigen Russland ausgehen, und sollten dementsprechend nicht unkritisch übernommen werden.

## Geschichte

### Waräger in Gardarike
Seit dem 8. Jahrhundert fuhren skandinavische Fernhändler (Waräger) die Flüsse Dnepr und Don entlang auf dem Weg ins Byzantinische Reich.
Um 750 gründeten sie die erste Siedlung in Ladoga. In skandinavischen Texten und Runensteinen wird das Gebiet als Gardarike (Reich der Burgen) bezeichnet. Das Gebiet wurde in dieser Zeit von slawischen, finno-ugrischen und baltischen Stämmen bewohnt.

### Gründung des Rurikiden-Staates in Nowgorod

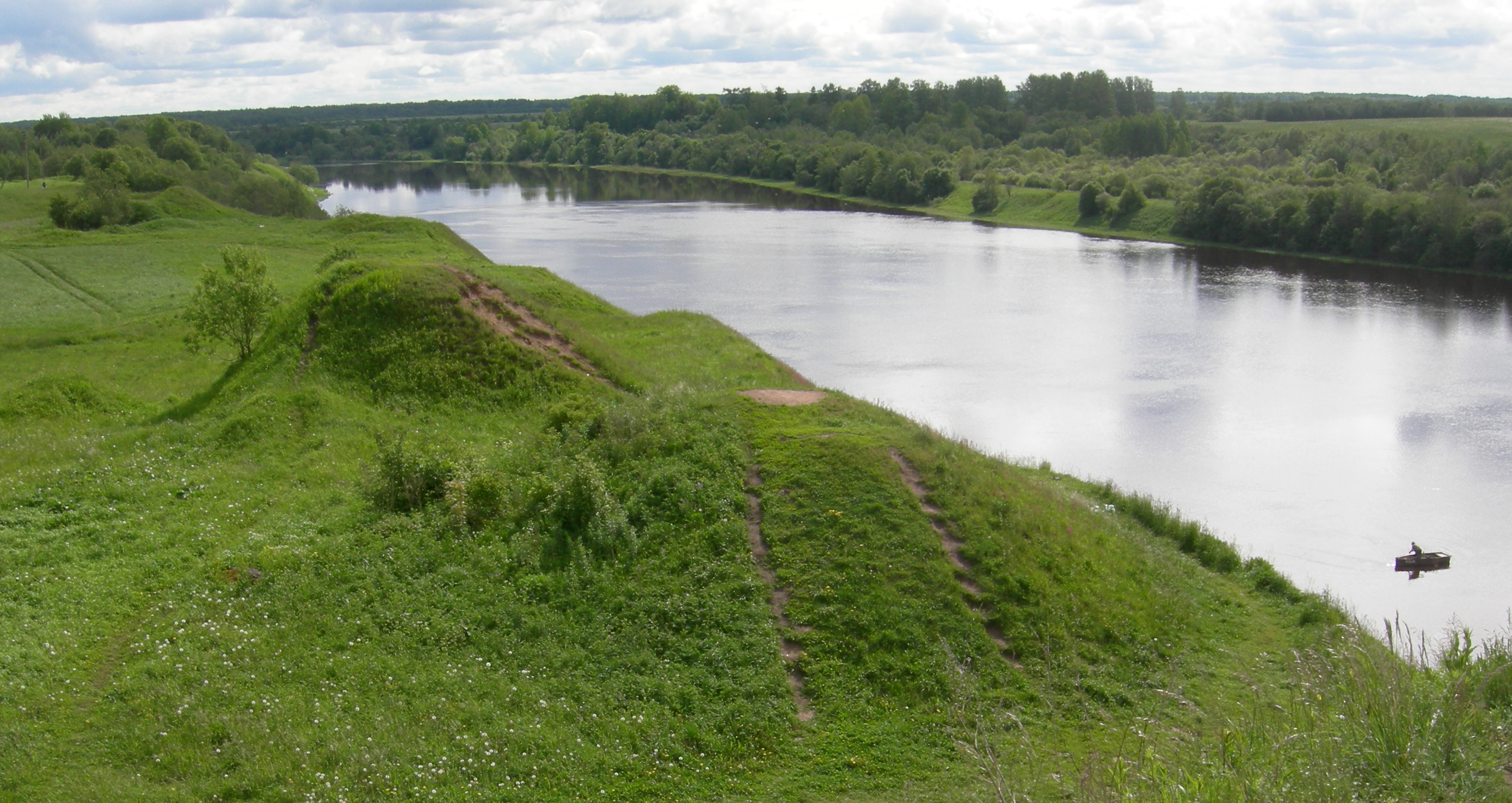
Grabhügel der Rus-Krieger entlang des Wolchow bei Nowgorod

Der Nestorchronik zufolge riefen die miteinander verfeindeten Stämme der Ilmenslawen (Slowenen), Kriwitschen, Tschuden und Wes einen Edelmann namens Rjurik und seine Brüder Truwor und Sineus „von der anderen Seite des Meeres“, um ihre Fürsten zu sein. Durch ihre neutrale Herkunft erwartete man dauerhaften Frieden. Rjurik begann im Jahr 862 in Nowgorod zu herrschen, seine Brüder jeweils in Isborsk und Beloosero. Rjurik wurde zum Begründer der Rurikiden-Dynastie, die Russland bis ins Jahr 1598 (bzw. bis 1610 als Seitenzweig Schuiski) regieren sollte.
Die neuen Herrscher gehörten dem Stamm „Rus“ an, den die Nestorchronik als einen Teil der Waräger ansah. Andere Thesen zur Herkunft der Rus geben unter anderen eine slawische Herkunft an, werden aber in der Forschung mehrheitlich nicht vertreten. Das anfängliche Herrschaftsgebiet der Rurikiden umfasste neben den bereits erwähnten Städten auch Rostow, Murom, Smolensk und Polozk. Der Name Rus wurde mit der Zeit zu einem geografischen Begriff.

### Verlegung des Zentrums nach Kiew
882 eroberte Ruriks Feldherr Oleg Kiew, das bis dahin von Askold und Dir beherrscht worden war. Auch Askold und Dir gehörten den Rus an, waren allerdings nicht mit Rurik verwandt. Sie errichteten am mittleren Dnepr ein unabhängiges politisches Gebilde, das im Jahr 860 einen erfolgreichen Feldzug nach Konstantinopel unternahm und die Stadt belagerte. Oleg beschuldigte Askold und Dir des Verrats an Rurik und tötete sie. Anschließend verlegte er als Regent für den minderjährigen Igor das Herrschaftszentrum der Rurikidendynastie nach Kiew. Die Stadt empfahl sich als Standort aufgrund ihrer strategischen Lage in der Mitte des Handelsweges zwischen der Ostsee und dem Schwarzen Meer und ihrer guten Ost-West-Verbindung. Die Vereinigung der nördlichen und der südlichen Herrschaftsgebiete der Rus markierte den Beginn der Kiewer Rus. Die Rurikiden kontrollierten nun den gesamten Handelsweg zwischen der Ostsee und dem Schwarzen Meer. Um diese Hauptader herum wuchs von nun an ihr Staat.

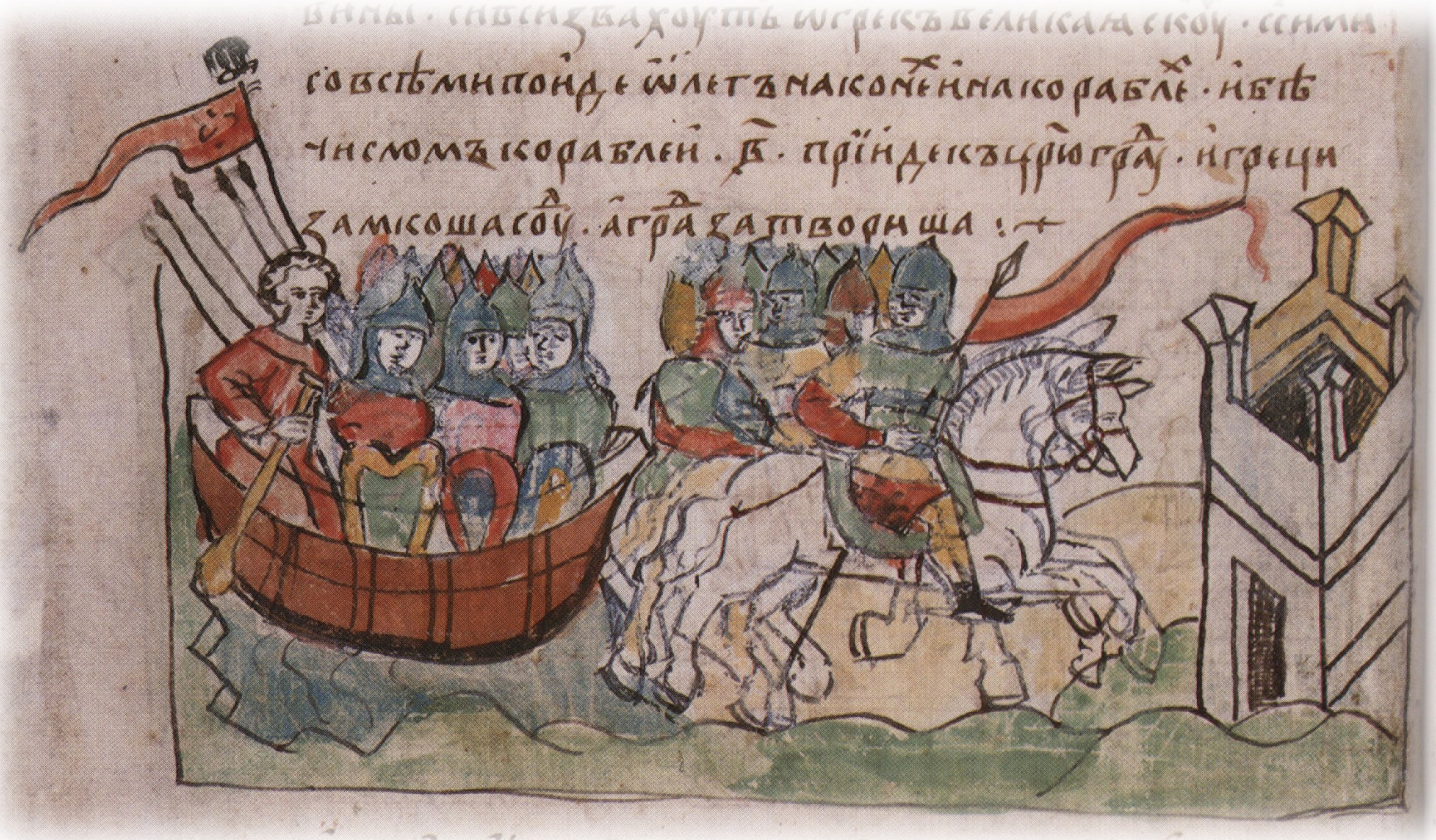
Olegs Feldzug gegen Konstantinopel 907

Die Kiewer Fürsten vereinigten bald alle ostslawischen Gebiete unter ihrer Herrschaft. Ihr Staat wurde zum größten Staat Europas. Im Norden grenzte die Kiewer Rus an die Ostsee und das Weiße Meer, bedeutende Städte waren hier Nowgorod, Pskow, Alt-Ladoga, Beloosero und Jurjew (Tartu). Im Westen grenzte sie an die baltischen Stämme und Polen mit wichtigen Grenzstädten Grodno, Wladimir-Wolynsk, Peremyschl (Przemysl) und Galitsch. Im Südwesten erstreckte sich der Einflussbereich der Kiewer Fürsten entlang des Pruth und des Dnister zeitweise bis ans Schwarze Meer. Die Süd- und Südostgrenze des Reiches verlief lange Zeit unweit von Kiew entlang der Flüsse Ros und Sula. Hier grenzte die sesshafte ostslawische Zivilisation an das sogenannte Wilde Feld. Unter diesem Namen waren die Steppengebiete bekannt, aus denen immer wieder Angriffe der turkstämmigen Reiternomaden erfolgten. Im Nordosten drangen slawische Siedler immer weiter in dünn besiedelte finno-ugrische Gebiete vor, gründeten neue Städte und assimilierten die lokale Bevölkerung. Hier entstanden Städte wie Rjasan, Murom, Wladimir, Susdal, Jaroslawl, Moskau und Nischni Nowgorod. Zum östlichen Nachbarn der Kiewer Rus wurde das Reich der Wolgabulgaren. Außerhalb ihres großen zusammenhängenden Gebiets kontrollierten die rurikidischen Fürsten mehrere südliche Exklaven: Tmutarakan, Oleschje, Beresan und Belaja Wescha (Sarkel).
Die Rus stellten zunächst den Großteil der Adels-, Händler- und Kriegerschicht des Staates. Die dominierende Kultur und Sprache war slawisch (Altostslawische Sprache).

### Blüte

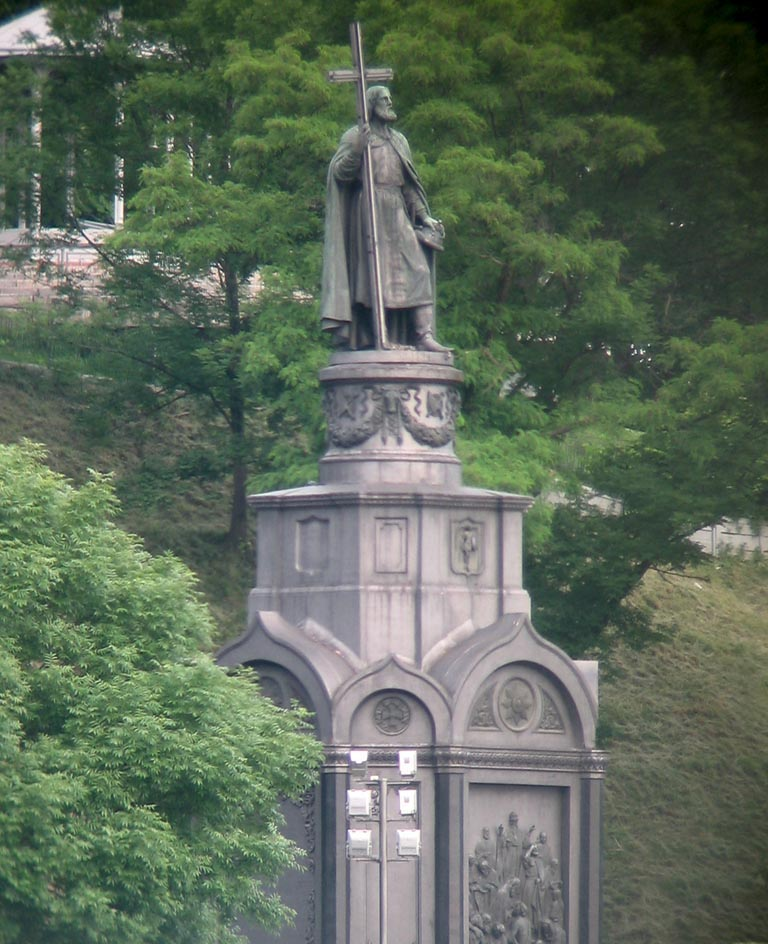
Wladimir-Statue in Kiew (1853) am Ufer des Dnepr, wo der Legende nach die christlich-orthodoxe Taufe der Rus stattfand

Das 10. Jahrhundert kennzeichnete den Höhepunkt der Kiewer Macht: Oleg von Kiew konnte nach einem erfolgreichen Feldzug gegen Konstantinopel 907 dem Byzantinischen Reich einen Diktatfrieden mit zahlreichen Handelsprivilegien für Kiew aufzwingen. Fürst Swjatoslaw zerstörte das Chasaren-Reich und eroberte vorübergehend weite Teile des Balkans, unter anderem das Donaubulgarische Reich.
Durch den hauptsächlich auf Konstantinopel ausgerichteten Handel kam es, trotz anfänglicher Eroberungsversuche seitens der Rus, zu engen Kontakten mit Byzanz, die zur christlichen Missionierung und schließlich im Jahre 988 in der Herrschaftszeit Wladimirs des Heiligen zum Übertritt der Rus zum orthodoxen Glauben führten (siehe Christianisierung der Rus).
Die Kiewer Fürsten waren hoch angesehen und heirateten in ganz Europa; so schlossen sie dynastische Verbindungen unter anderem mit Norwegen, Schweden, Frankreich, England, Polen, Ungarn, dem Byzantinischen Reich und dem Heiligen Römischen Reich. Eine kulturelle Blütezeit erreichte die Kiewer Rus unter den Großfürsten Wladimir dem Heiligen (Herrschaftszeit 978–1015) und Jaroslaw dem Weisen (1019–1054). Letzterer ließ im ganzen Reich nach byzantinischem Vorbild viele Kirchen, Klöster, Schreibschulen und Festungsanlagen errichten, reformierte die ostslawische Gesetzgebung, hielt sie erstmals schriftlich fest (Russkaja Prawda) und gründete in Kiew die erste ostslawische Bibliothek.

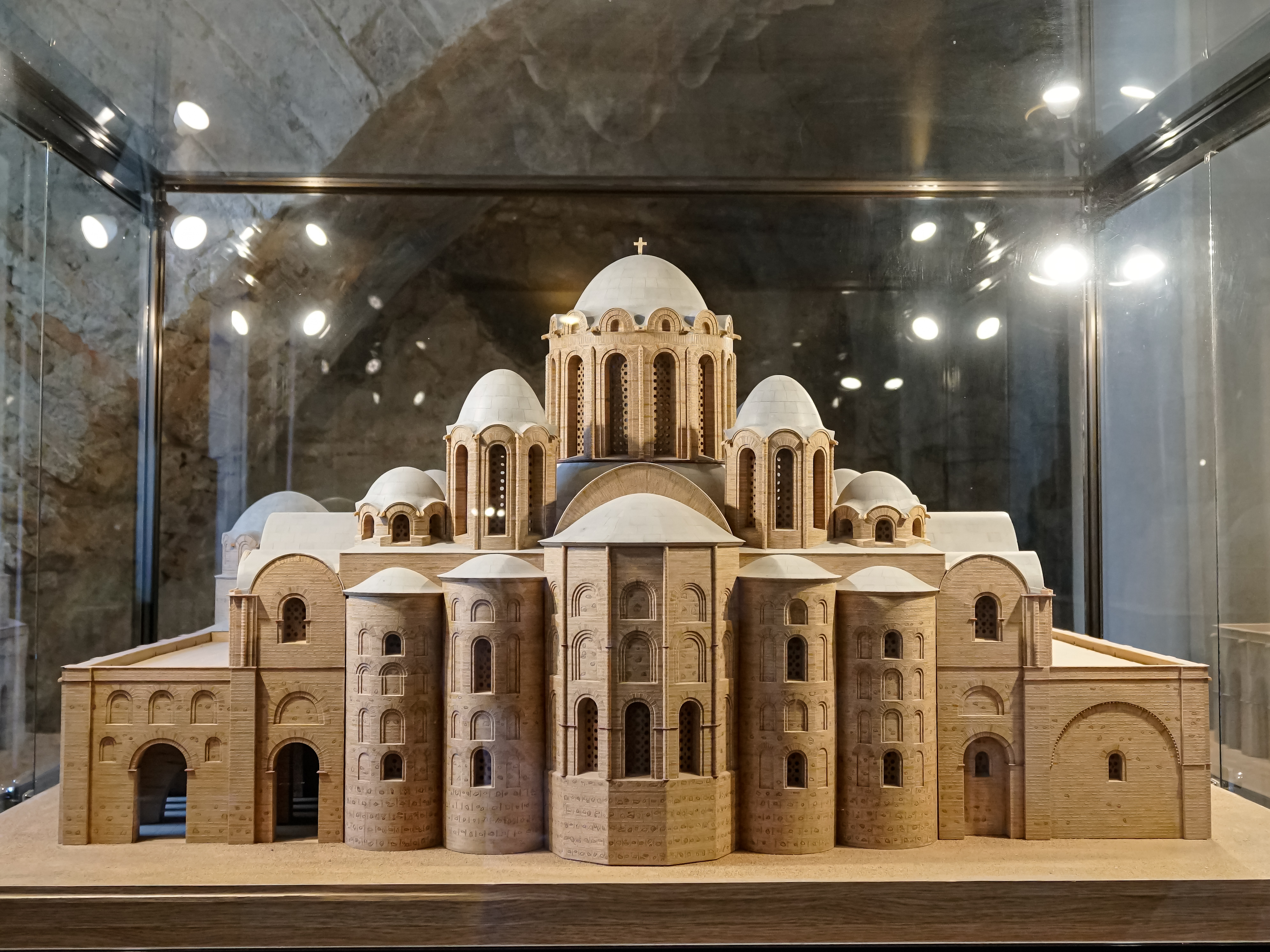
Ein Modell des ursprünglichen Aussehens der Kiewer Sophienkathedrale, 11. Jahrhundert

Die Kiewer Rus war jedoch ähnlich wie das Heilige Römische Reich kein einheitlicher Staat, sondern bestand aus einer Vielzahl von relativ selbstständigen Teilfürstentümern, die von den Rurikiden regiert wurden. Einer von ihnen erbte jeweils nach dem Senioratsprinzip die Großfürstenwürde und zog zum Regieren nach Kiew. Andere Fürsten rückten währenddessen in der Regierungshierarchie nach und übernahmen die Macht in den einzelnen unterschiedlich wichtigen Teilfürstentümern. Zu solchen Teilfürstentümern der Rus zählten im 11. und 12. Jahrhundert Kiew, Tschernigow, Perejaslaw, Smolensk, Polozk, Turow-Pinsk, Rostow-Susdal, Murom-Rjasan und Galizien-Wolhynien sowie die Republik Nowgorod. Auf dem Fürstentag von Ljubetsch 1097 verzichtete man auf das Nachrückprinzip, so dass einzelne Rurikidenlinien von nun an dauerhafte Herren ihrer Ländereien wurden. Dies legte den Grundstein für das System des feudalen Großgrundbesitzes.

### Zerfall
Die Kiewer Rus litt während ihres gesamten Bestehens an der geographischen Randlage in Europa an der Grenze zum sogenannten Wilden Feld. Wegen des Fehlens natürlicher Barrieren kamen aus den südlichen und südöstlichen Steppen immer neue Reitervölker wie Alanen, Petschenegen oder Kyptschaken (Polowzer), die das Reich mit ihren Überfällen immer im Kriegszustand hielten. Um sich gegen die Nomaden zu schützen, wurden an der Südgrenze neue Festungen gegründet und Verteidigungslinien wie die Schlangenwälle genutzt. Die turkstämmigen Schwarzen Klobuken halfen als Vasallen der Kiewer Fürsten beim Schutz der Grenzen. Nicht selten war jedoch die aus Berufskriegern zusammengestellte Druschina des Großfürsten gegen die riesigen Reiterheere machtlos. Von einem solchen unglücklichen Feldzug gegen die Polowzer handelt das altrussische Igorlied.

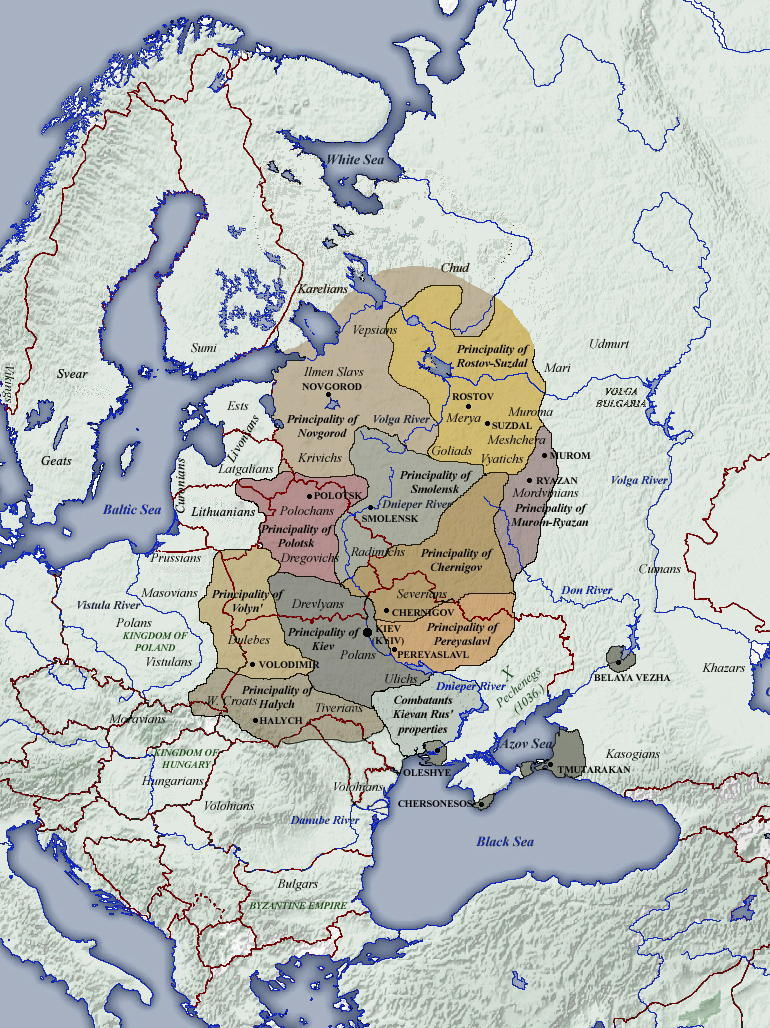
Teilfürstentümer der Rus zwischen 1054 und 1132

Ein anderes großes Problem war die Erbfolgeregelung nach dem Senioratsprinzip, die bei fast jedem Thronwechsel in Kiew zu kriegerischen Feudalfehden unter den rurikidischen Anwärtern und ab der zweiten Hälfte des 11. Jahrhunderts zur zunehmenden Unabhängigkeit der einzelnen Fürstentümer sowie zum Herabsinken der führenden Rolle Kiews führten. Nach dem Tod der einflussreichen Großfürsten Wladimir Monomach (1125) und seines Sohnes Mstislaw I. (1132), die die zerstrittenen Fürsten noch einmal unter der Oberherrschaft Kiews einen konnten, kam es zum endgültigen Zerfall der Kiewer Rus. Zugleich setzte die Migration großer Teile der Bevölkerung in den Nordosten ein, um den sich häufenden Überfällen der Steppennomaden sowie den tobenden Feudalkriegen um den Kiewer Großfürstenthron zu entgehen. Unter Juri Dolgoruki wurden in dieser „Salessje“ („Land hinter dem Wald“) genannten Region zahlreiche Städte gegründet, das politische Gewicht der neubesiedelten Gebiete stieg rasant. Sein Sohn Andrei Bogoljubski, Fürst von Wladimir-Susdal, konnte 1169 Kiew einnehmen und die Großfürstenwürde an sich reißen. Als erster Großfürst löste er diese vom Standort Kiew und regierte fortan aus Wladimir.
Die feudale Zersplitterung der Region erleichterte ab 1223 die mongolische Invasion der Rus.

## Zeittafel
- ca. 750: Skandinavische Siedlung in Staraja Ladoga (Alt-Ladoga).
- ca. 838: Entstehung eines Staates Rus am Dnepr/Dnipro.
- 844: Ibn Chordadhbeh schreibt nieder, dass die Rus „Eunuchen, männliche Sklaven, weibliche Sklaven, Biber- und Marderfelle sowie andere Pelze“ verkaufen.
- 854–856: Wahrscheinliche Ankunft von ‚Fürst‘ Rjurik aus Skandinavien in Rurikowo Gorodischtsche.
- ca. 858: Rjurik erobert das Gebiet um Kiew, das zu der Zeit unter magyarischer und chasarischer Oberherrschaft stand.
- 859: Laut Nestorchronik erheben die Waräger Zins von den Slawen, Finnen und Esten.
- 860: Erster Angriff der Rus auf Konstantinopel.
- 862: Laut Nestorchronik kommt es zu Kämpfen zwischen Einheimischen und Warägern, die zur Vertreibung der Waräger führen. Danach reist eine Delegation der Slawen, Finnen und Esten nach Schweden und lädt die warägischen Rus dazu ein, über die zerstrittenen Stämme zu herrschen. Gründung der Kiewer Rus mit dem Beginn von Rjuriks Herrschaft.
- 864–883: Die Rus überfällt und plündert islamische Städte am Kaspischen Meer.
- 865: Erneuter Angriff der Rus auf Konstantinopel.
- ca. 868: Die Rus unter Askold und Dir übernimmt die Kontrolle über die slawische Stadt Kiew.
- 882: Oleg/Helgi wird Fürst von Kiew: Vereinigung der Warägerherrschaften im Norden (um Nowgorod) mit denen im Süden (um Kiew) und Verlegung der Hauptstadt der Kiewer Rus von Nowgorod nach Kiew.
- 902: 700 Söldner aus der Rus sind in byzantinischen Diensten an einer Militäraktion auf Kreta beteiligt.
- 907–913: Feldzüge der Rus gegen das Byzantinische Reich sowie gegen islamische Länder. Ahmad ibn Rustah verzeichnet den Titel Kagan für die Rus-Fürsten.
- 907: Flottenangriff der Rus auf Konstantinopel, der byzantinische Kaiser zahlt Tribut und bietet Handelsprivilegien an.
- 920: Der arabische Handelsreisende Ibn Fadlan trifft die Rus in Bolgar an der Wolga und schreibt seinen berühmten Bericht über die Wikinger der Rus.

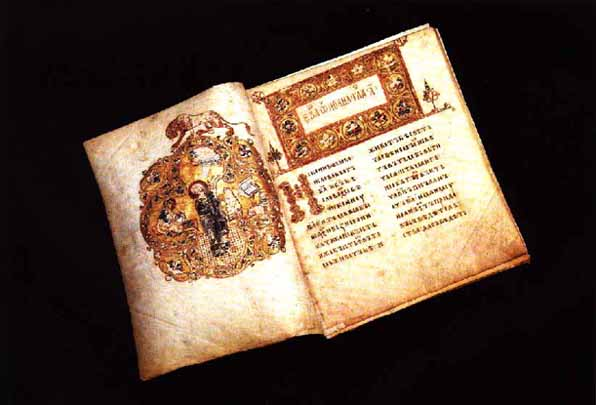
Das Ostromir-Evangelium aus Nowgorod (1056/1057) ist das älteste erhaltene Literaturdenkmal der Kiewer Epoche

- ca. 930: Igor, Fürst der Wolga-Rus, übernimmt die Herrschaft in Kiew.
- 944: Friedensvertrag zwischen der Kiewer Rus und dem Byzantinischen Reich.
- ca. 945: Der aufständische Stamm der Drewljanen tötet Igor. Olga wird Fürstin von Kiew.
- 955: Swjatoslaw, der Sohn von Igor/Ingvarr und Olga/Helga lässt sich taufen, bleibt aber nur oberflächlich christianisiert.
- 957: ernst gemeinte Taufe von Fürstin Olga durch byzantinische Priester.
- 965–969: Die Rus unter Swjatoslaw zerstört die Festung Sarkel und Itil, die Hauptstadt des Chasarenreichs, überfällt islamische Gebiete, erobert Küstengebiete an der Ostsee und führt Krieg gegen die Wolga-Bulgaren, um die östlichen Handelswege in den Orient unter ihre Kontrolle zu bekommen.
- 967–969: Feldzug der Rus unter Swjatoslaw quer durch den ganzen Balkan. In Bulgarien nimmt Swjatoslaw 80 Städte an der Donau ein und legt sich den Zarentitel des bulgarischen Herrschers zu, der zum Vasall des Großfürsten der Rus degradiert wurde. Swjatoslaw verkündet die geplante Verlegung seiner Hauptstadt von Kiew nach Preslaw an der Donau, weil dort „der Mittelpunkt seines Reiches läge“.
- 969: Die Rus vernichtet das Reich der Chasaren, kann es jedoch nicht effektiv unterwerfen.
- 971: nach einer verheerenden Niederlage gegen die byzantinische Armee trifft Swjatoslaw an der Donau mit dem byzantinischen Kaiser Johannes Tsimiskes zusammen und schließt mit ihm einen Friedensvertrag, der ihn zum Verzicht auf Bulgarien und zur Rückkehr in die Kiewer Rus verpflichtet. Der byzantinische Chronist Leo Diaconus schreibt daraufhin sein berühmtes Porträt von Swjatoslaw nieder (‚blond, blauäugig, Schnurrbart, rasiertes Haar bis auf zwei Haarlocken‘).
- 972: Swjatoslaw wird auf dem Rückweg in sein Reich an den Dnjepr-Stromschnellen von Petschenegen getötet.
- 972–980: Jaropolk I. ist Fürst von Kiew.
- 980–982: Wladimir Swjatoslawitsch wird Großfürst von Kiew und schlägt Aufstände slawischer Stämme nieder.
- 987: Wladimir Swjatoslawitsch lässt sich von byzantinischen Priestern in Kiew taufen. Daraufhin heiratet er die purpurgeborene byzantinische Prinzessin Anna. Damit wird dem Fürsten der Rus als bis dato einzigem europäischen Herrscher die Ehre zuteil, eine Tochter eines Kaisers von Byzanz zu ehelichen. Dem deutschen Kaiser Otto II. ist diese Ehre kurz zuvor verwehrt worden.
- 988: Großfürst Wladimir I. (der Heilige) bekehrt die Rus zum orthodoxen Glauben. In Kiew werden heidnische Tempel zerstört und slawische Götzenbilder in den Dnjepr geworfen (siehe auch Slawische Mythologie).
- 990–1015: Krieg zwischen der Rus und den Petschenegen.

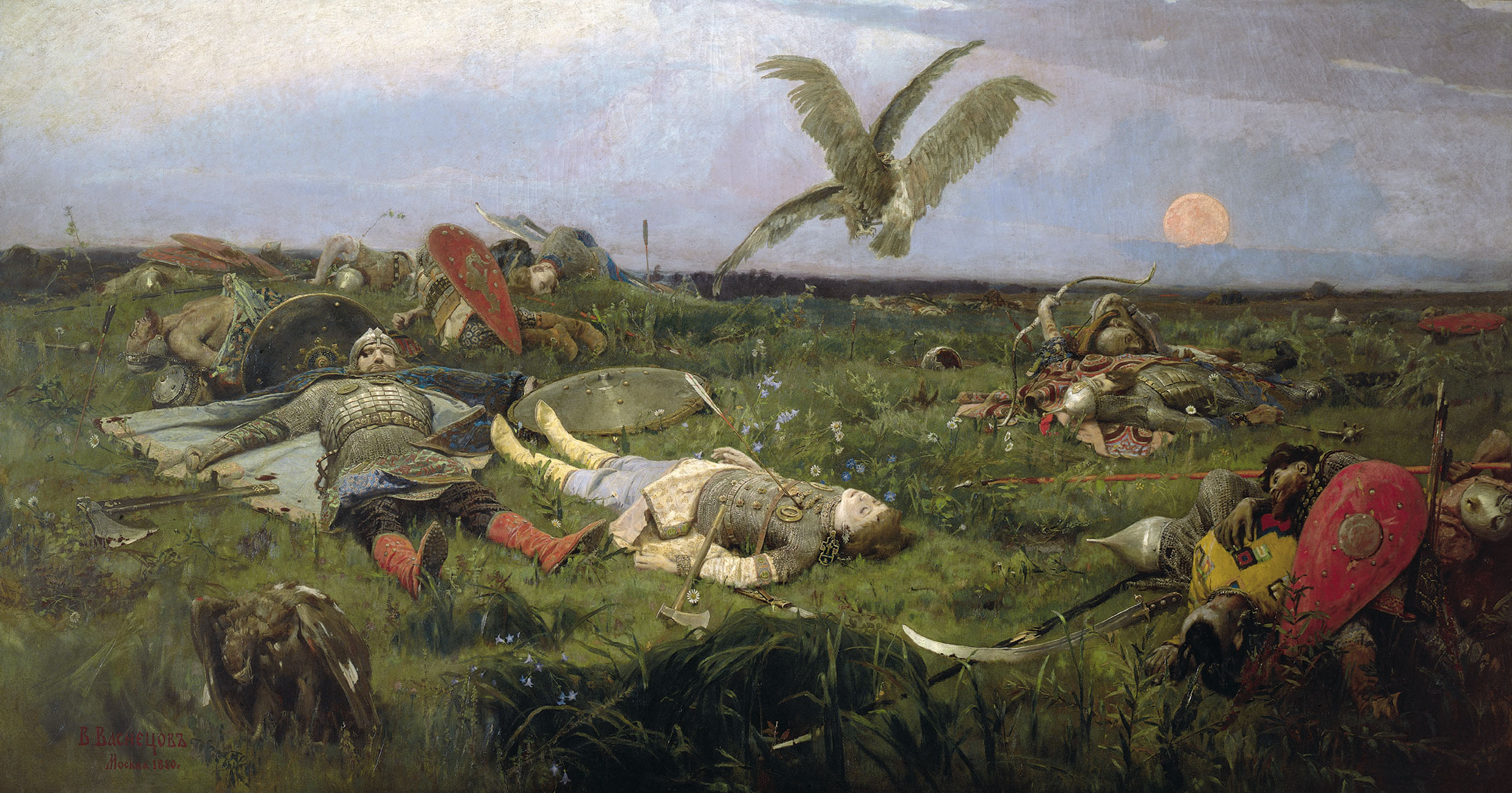
Igorlied: Nach der Schlacht Igors gegen die Kumanen. Gemälde von Wiktor Wasnezow, 1880

- 1024: Schlacht von Listwen: Im Kampf der Söhne Wladimirs um die Nachfolge unterliegt Jaroslaws Warägertruppe unter Jakun den slawischen Kontingenten seines Bruders Mstislaw.
- 1043: Letzter Flottenangriff der Kiewer Rus auf Konstantinopel, der erfolglos endet.
- 1093: Kumanen (Kiptschaken) überrennen kurzzeitig Kiew unter Tugorkhan, dieser fällt jedoch 1096 gegen die Rus.
- 1097: auf dem Fürstenrat von Ljubetsch wird das Senioratsprinzip durch die Primogenitur ersetzt.
- 1113–1125: Wiedererstarkung der zentralisierten Macht in Kiew durch Wladimir Monomach.
- 1169: eine Koalition mehrerer Fürsten der Rus unter der Führung von Andrei Bogoljubski plündert Kiew. Die Großfürsten von Wladimir-Susdal werden zu den Einflussreichsten in der Rus.
- 1185: Feldzug des Fürsten Igor Swjatoslawitsch von Nowgorod-Sewersk gegen die Kumanen, der im Igorlied beschrieben ist.
- 1223: Zum ersten Mal erscheinen die Mongolen in der Rus; die Schlacht an der Kalka endet mit einer bitteren Niederlage für die Rus.
- 1237–1239: Erster Zug der Mongolen unter Batu durch die nördliche Rus.
- 1240–1242: Zweiter Zug der Mongolen unter Batu durch die südliche Rus und Zerstörung von Kiew am 6. Dezember 1240 nach siebentägiger Belagerung. Dieses Ereignis betrachten manche als Ende der Kiewer Rus.

## Bevölkerung
Eine nationalstaatliche Sichtweise auf mittelalterliche Vielvölkerreiche wie das Kiewer Reich wird ihrer multiethnischen Zusammensetzung nicht gerecht. Die Kiewer Rus war kein ethnisch relativ einheitlicher Nationalstaat, aus dem sich im Zuge der weiteren Expansion das spätere polyethnische und multireligiöse Russland entwickelte, sondern ein dynastischer Herrschaftsverband, in dem neben Slawen auch finno-ugrisch-, baltisch- und turksprachige (Tataren) Stämme lebten. In der Elite spielten zunächst Normannen, dann auch Griechen und Südslawen eine bedeutende Rolle. Ethnische Gruppen im modernen Sinne begannen sich erst im 15. Jahrhundert zu formieren, weshalb die Idee eines einheitlichen Volkes eine Rückprojektion moderner Vorstellungen darstellt. Weiterhin ist es unbekannt, ob die Ostslawen des Mittelalters eine gemeinsame Umgangssprache hatten.
In der russischen historiographischen Tradition geht man hingegen davon aus, dass es ein relativ einheitliches altrussisches Volk gab, zu welchem ab dem 12. Jahrhundert die verschiedenen Bevölkerungsgruppen der Kiewer Rus verschmolzen waren. Dazu wird unter anderem angeführt, dass der Anteil nicht-ostslawischer Bevölkerung relativ klein war und relativ rasch assimiliert wurde, und dass es in der Kiewer Rus keine nichtslawische Enklaven oder Territorien gab, die langfristig ihre Sprache, Glauben oder gesellschaftliche Struktur erhalten hätten. Dass ab dem 12. Jahrhundert in den Quellen die Differenzierung nach einzelnen ostslawischen Stämmen zugunsten eines gemeinsamen Ethnonyms: rus (русь) als Kollektivum bzw. russin (русин) oder russitsch (русич) als Bezeichnung für einen einzelnen Angehörigen des Ethnos verschwindet, wird ebenso als Beweis für ein einheitliches Volk interpretiert. Die deutschsprachige Forschung widerspricht dem jedoch. Neue Publikationen gehen davon aus, dass die Vorstellung eines einheitlichen Volkes in der Kiewer Rus' auf das 17. Jh. zurückgeht und dann in der russischen Geschichtsschreibung des 19. Jh. verfestigt wurde.
Auf der Basis der Russkaja Prawda, dem Gesetzeskodex Jaroslaws des Weisen, werden verschiedene soziale Gruppen in der Kiewer Rus unterschieden. Der Adel setzte sich hauptsächlich aus den Vertretern der Rurikiden-Dynastie zusammen, die die ursprüngliche ostslawische Führungsschicht verdrängt hatte, sich aber dann vergleichsweise schnell unter den Ostslawen assimilierte. Die Fürsten wurden von einer Druschina begleitet, einer persönlichen Garde, aus der später die Bojaren hervorgingen. Zur reichen Schicht gehörten Kaufleute, einige Handwerker sowie die Großgrundbesitzer. Der Großteil der Bevölkerung bestand aus freien Bauern (Ljudin), wobei mit der Zeit immer mehr von ihnen rechtlich von den Fürsten abhängig wurden (Smerd). Ein Kriegsgefangener oder jemand, der seine Schulden nicht abbezahlen konnte, wurde ein Cholop oder Tscheljadin, im Grunde ein rechtloser Sklave.
Die Bevölkerungszahl der Kiewer Rus betrug in ihrer Spätzeit nach Schätzungen 7,5 Mio. Menschen, davon ca. 1 Mio. in den Städten. Aus den Chroniken sind etwa 340 Städte bekannt, von denen die meisten in den südlichen Teilfürstentümern lagen.

## Kultur

### Schriftliche Kultur

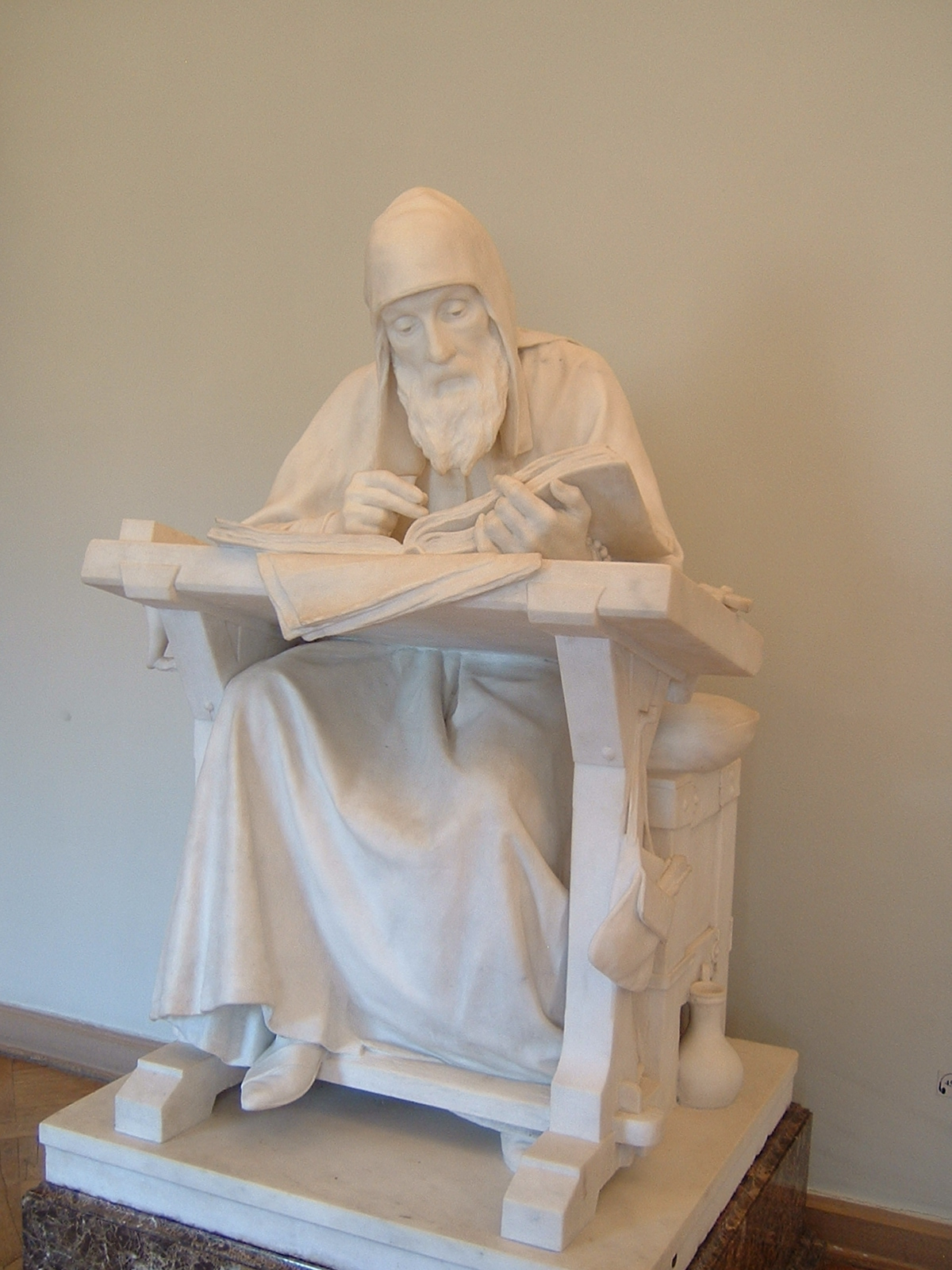
Nestor von Kiew

Mit der Christianisierung der Rus verbreitete sich in der Kiewer Rus die kyrillische Schrift, die aus dem südslawischen Raum stammte und slawische Laute gut abbildete. Die Tatsache, dass die orthodoxe Kirche im Gegensatz zur katholischen Kirche Gottesdienste in Landessprachen erlaubte, förderte die Entwicklung einer ostslawischen Schriftkultur. Fürst Wladimir I. organisierte erste Schulen und lud südslawische und griechische Lehrer ein.
Älteste bekannte ostslawische Schriftstücke sind Verträge mit Byzanz aus dem 10. Jahrhundert. Zu den weiteren ältesten Schriften zählen der Nowgoroder Kodex, das Ostromir-Evangelium und zwei Isbornik des Fürsten Swjatoslaws II. Die hohe Professionalität, mit der diese Werke hergestellt wurden, zeugt davon, dass bereits im 11. Jahrhundert eine entwickelte Manuskript-Tradition bestand. Die Orthodoxe Kirche wurde jedoch kein Monopolist im Bereich der Bildung und der schriftlichen Kultur. Die Lese- und Schreibfertigkeit beschränkte sich nicht nur auf die Oberschicht, sie durchdrang zum Teil auch die Schichten einfacher Bürger. Von der Verbreitung der schriftlichen Bildung zeugen Funde von Birkenrindenurkunden in Nowgorod und anderen Städten der Rus, die bis ins 11. Jahrhundert zurückgehen. Es handelt sich dabei meistens um private Briefe, Mitteilungen oder Rechnungen, die Einblicke in das städtische Alltagsleben bieten.
Die Hauptzentren der Erstellung von Büchern waren Klöster und große Kathedralen, in denen spezielle Buch-Werkstätten bestanden. Ihre Mannschaften waren nicht nur mit dem Kopieren der Manuskripte beschäftigt, sondern führten auch Chroniken, schrieben originelle Literaturwerke oder übersetzten ausländische Bücher. Eins der führenden Zentren war das Kiewer Höhlenkloster, wo sich eine besondere Literaturrichtung entwickelte. In vielen Städten entstanden Bibliotheken, die mehrere Hundert Bücher beinhalteten. Die Bildung wurde in der altrussischen Gesellschaft sehr geschätzt, wie zahlreiche überlieferte Panegyrika über den Nutzen von Büchern und Bildung zeigen.
Durch den orthodoxen Glauben wurde die Kiewer Rus schnell integraler Bestandteil der Slavia Orthodoxa, wie heute die Literaturgemeinschaft der orthodoxen Slawen vom 9. Jahrhundert bis zur Neuzeit genannt wird. Die Nutzung des Kirchenslawischen ermöglichte den Zugriff auf einen großen gemeinsamen Bücherbestand. Dabei übernahm die Kiewer Rus nur die asketische byzantinische Tradition und mied hauptstädtische byzantinische Einflüsse. Auch beschränkte man sich nur auf christliche Werke im Gegensatz zu den antiken, die als heidnisch und schädlich für die menschliche Seele angesehen wurden. Die altrussische Literatur ist geprägt von der moralisch-belehrenden Stilrichtung, die sich sogar auf Chroniken erstreckte.
Zu den bekanntesten altrussischen Literaturwerken zählen die Rede über das Gesetz und die Gnade, die Nestorchronik, die Belehrung, das Igorlied etc.

### Architektur

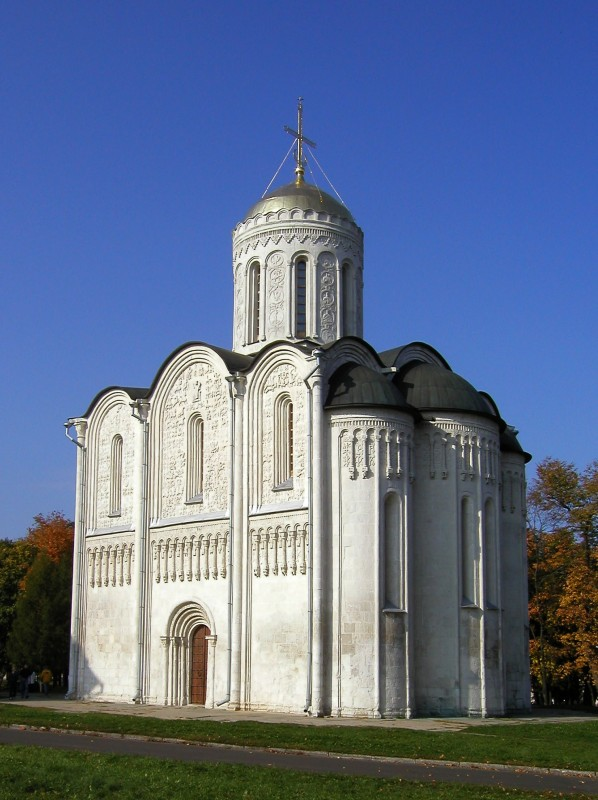
Demetrius-Kirche in Wladimir (1195–1197)

Bis zum 10. Jahrhundert gab es in der Kiewer Rus keine monumentalen Bauwerke aus Stein, aber es gab eine entwickelte Holzbau-Tradition. Nach der Annahme des Christentums begann der Bau von steinernen Kirchen, der vielfach auf byzantinischem Vorbild beruhte. Die erste steinerne Kirche wurde die Desjatynna-Kirche in Kiew (ca. 989), später folgten die Sophienkathedralen von Kiew und von Nowgorod. In den einzelnen Fürstentümern begannen sich mit der Zeit, eigene Architekturrichtungen und -schulen zu entwickeln, etwa in Grodno, Polozk, Pskow, Nowgorod, Smolensk oder Wladimir-Susdal. Die gut erhaltenen Weißen Monumente von Wladimir und Susdal gehören heute zum Weltkulturerbe. Auch weltliche steinerne Bauten wie Fürstenpaläste sind überliefert. Eine besondere Stellung hatte der Bau von Befestigungen und Türmen.

### Bildende Kunst

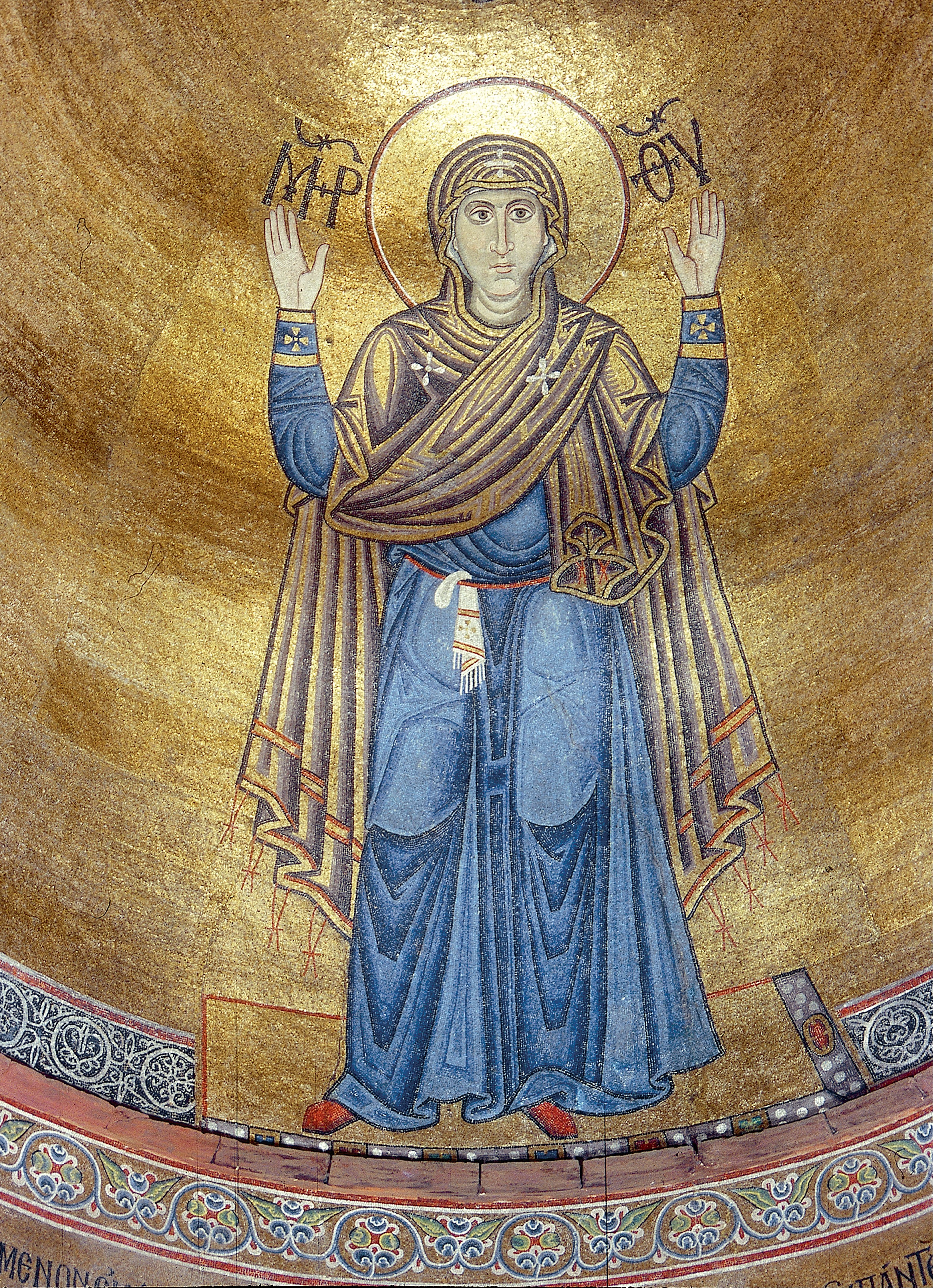
Die Gottesmutter Oranta in Kiew (11. Jhdt.)

Aus Byzanz übernahm die Kiewer Rus die Tradition der Mosaik und der Fresken sowie die Ikonenkunst. Die Kirche wachte streng über die Erhaltung des Kanon in der religiösen Kunst. Die ältesten überlieferten Kunstwerke sind religiöser Natur und stammen aus Kiew, Staraja Ladoga, Susdal und Nowgorod. Erhalten sind jedoch nicht nur religiöse, sondern auch weltliche Motive, etwa die Abbildungen von Fürsten und ihren Familien, aber auch Motive aus der Natur.

### Folklore
Die Folklore der Kiewer Rus behielt vielfach Bräuche aus der heidnischen Zeit. Dazu gehörten Lieder, Gedichte, Festspiele etc. Die Kirche führte einen verbissenen Kampf gegen die Überreste des Heidentums, allerdings verschmolzen die heidnischen Kulturelemente oft mit der christlichen Tradition und blieben bis in unsere Zeit bestehen.
Legenden über die Ereignisse aus dem 2. bis 6. Jahrhundert (Kriege, Stadtgründungen, Heldensagen) wurden mündlich überliefert und sind beispielsweise ins Igorlied eingeflossen. Ein besonderes Genre waren die Bylinen, die von Bogatyren und deren Heldentaten erzählten. Als Prototyp für die Bogatyre dienten oftmals reale historische Persönlichkeiten. Am Hofe der Fürsten gab es eine eigene Dichtung und Musiktradition, in der das altostslawische Saiteninstrument Gusli verwendet wurde.

## Aktuelle unterschiedliche Interpretationen
Das Erbe der Kiewer Rus ist heute in der russischen, ukrainischen und belarussischen Historiographie teilweise umstritten. Dabei handelt es sich bei dieser Auseinandersetzung nicht um eine wissenschaftliche, sondern eine politische Frage. Man projiziert nationale Kategorien der heutigen Zeit ins Mittelalter, obwohl man für die damalige Zeit noch nicht von Russen und Ukrainern sprechen kann.

### Russische Darstellung

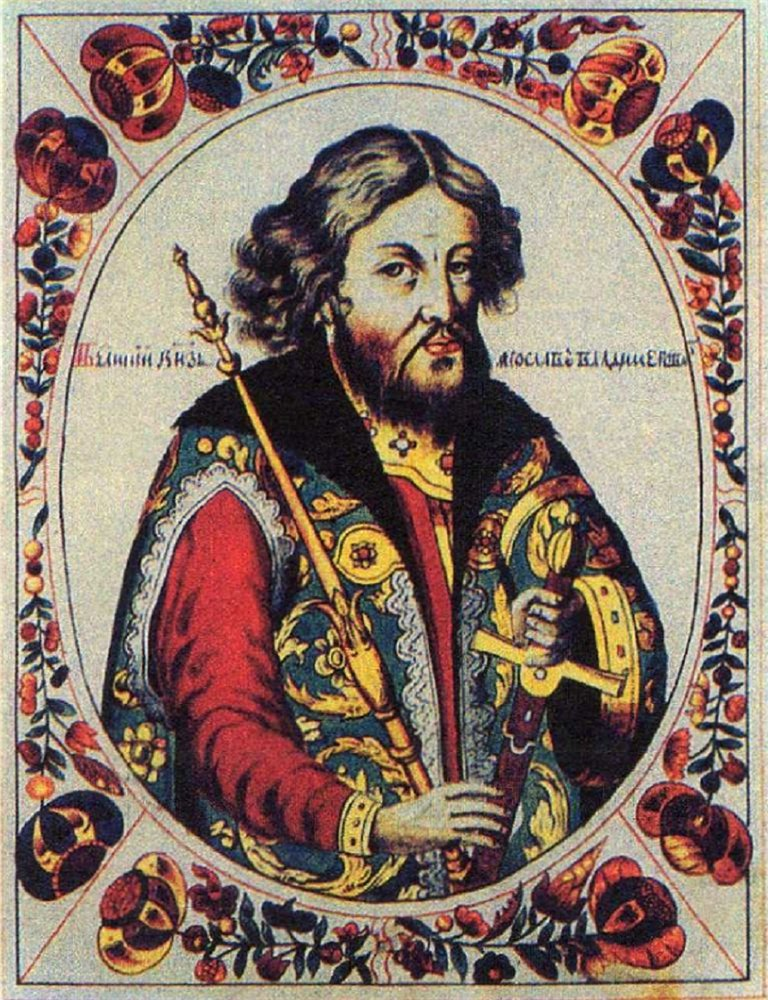
Darstellung des Kiewer Großfürsten Jaroslaw des Weisen im russischen Titularbuch der Zaren aus dem Jahr 1672

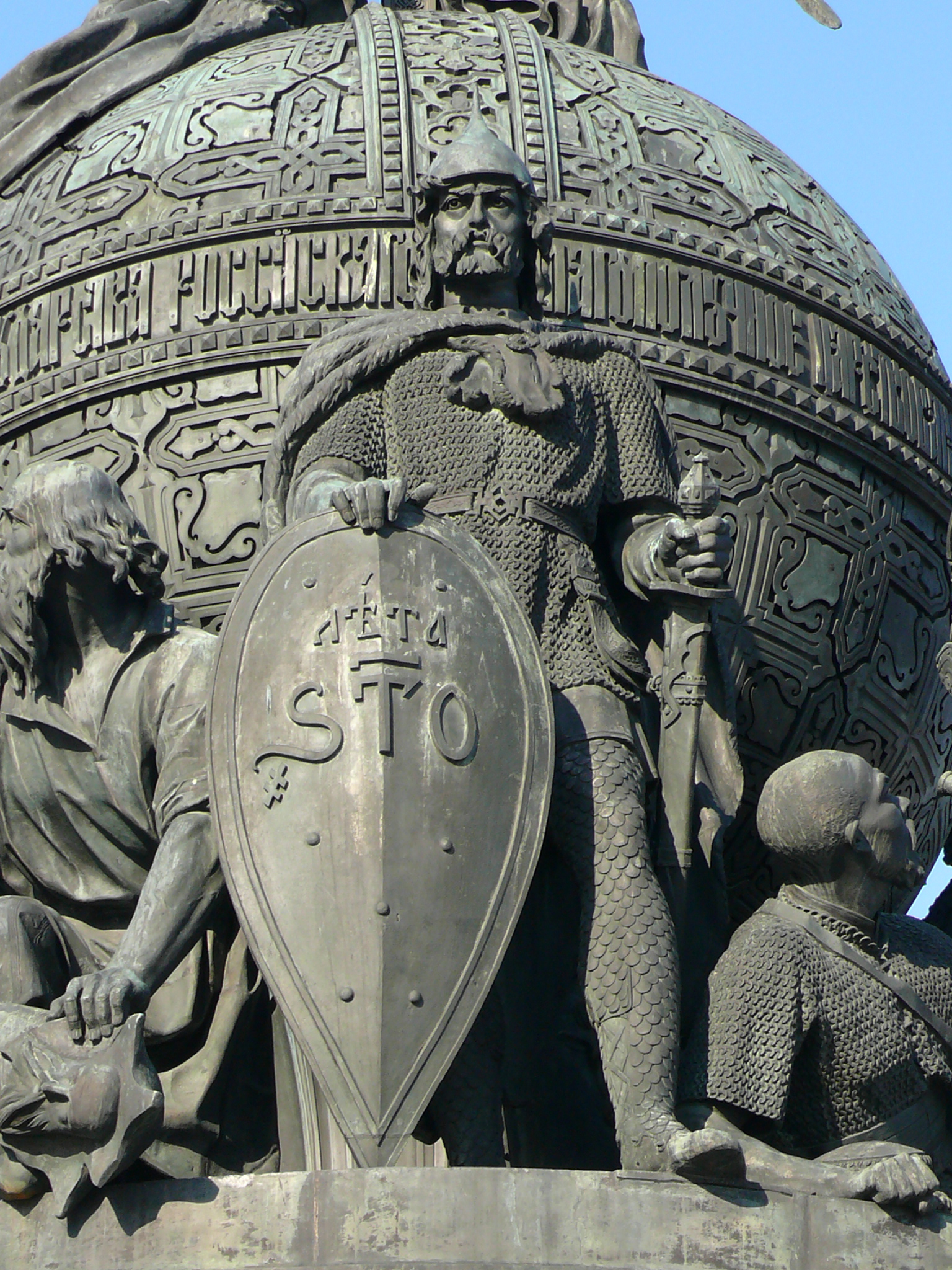
Rurik auf dem Nationaldenkmal Tausend Jahre Russland

In der russischen historiografischen Tradition wird Russland als direkte Fortsetzung der Kiewer Rus angesehen, die russische Staatlichkeit wird ab 862 geführt (Rurik in Nowgorod). Die russische Historiografie beruft sich zum einen auf eine direkte dynastische Herrschaftsfolge zwischen dem Kiewer und Moskauer Reich. Die rurikidischen Moskauer Großfürsten und Zaren sahen sich als die einzig verbliebenen legitimen Erben der Kiewer Fürsten, nachdem in anderen Teilfürstentümern der ehemaligen Kiewer Rus, die vom Großfürstentum Litauen und Königreich Polen einverleibt wurden, eine eigene Staatlichkeit sowie die Dynastie der Rurikiden erloschen waren. Zum anderen verlegte Metropolit Maximos 1299 nach einer abermaligen Verwüstung Kiews durch die Mongolen den Sitz der Residenz des Metropoliten von Kiew nach Wladimir, wenig später im Jahr 1325 kam dieser nach Moskau.
In der russischen Historiografie wird die Kiewer Rus traditionell als ein einheitliches ostslawisches (russisches) Reich verstanden. In der Zarenzeit herrschte die Ansicht vor, dass es sich bei den Groß-, Klein- und Belarussen um drei Linien des russischen Volkes handelt, das schon zur Zeit der Kiewer Rus bestand. In der Sowjetunion hatten die Ukrainer und die Belarussen im Gegensatz dazu den Status eigenständiger Völker, die sich jedoch, wie auch das russische, aus einem zwischenzeitlich vollständig herausgebildeten altrussischen Volk entwickelt haben sollen. Sowohl das Russische Kaiserreich als auch die Sowjetunion hatten das Selbstverständnis eines „gemeinsamen Staates der Ostslawen“ und sahen sich nicht nur dazu berechtigt, sondern auch in der historischen Pflicht, alle ostslawisch geprägten, ehemaligen Gebiete der Kiewer Rus in sich zu vereinen („Sammlung der russischen Erde“). In diesem Kontext standen die polnischen Teilungen von Katharina der Großen, die Einnahme Galiziens im Ersten Weltkrieg, die sowjetische Besetzung Ostpolens im Zweiten Weltkrieg und der Russisch-Ukrainische Krieg. Das Begründungsmuster der Einheit der russischen Völker dient im aktuellen Russisch-Ukrainischen Krieg auch als Legitimation für den russischen Angriff, wie sich an der Rede Putins vom 21. Februar 2022 anlässlich der Invasion in die Ukraine und an Putins Text „Über die Historische Einheit der Russen und Ukrainer“ nachvollziehen lässt. 
Die Historiker im westlichen Ausland übernahmen weitgehend das russische Narrativ, doch zeigt sich in den letzten Jahren eine differenziertere Sichtweise.

### Ukrainische Darstellung
Die moderne ukrainische Historiographie beansprucht das Erbe der Kiewer Rus vor allem für die Ukraine und verweist darauf, dass das Gebiet um Kiew deren Kernland war. Die ersten im 18. und 19. Jahrhundert tätigen ukrainischen Historiker bestritten zwar nicht die enge Verwandtschaft der Klein- und Großrussen, kritisierten jedoch den vorherrschenden Moskau-Zentrismus bei der Frage des kulturellen und politischen Erbes der Kiewer Rus. Spätere Historiker wie Mychajlo Hruschewskyj versuchten hingegen, in teilweiser Anlehnung an die traditionelle polnische Historiographie, die Beziehung der Großrussen zur Kiewer Rus auf ein Minimum zu reduzieren und die Ukrainer (Ruthenen) als die einzig legitimen Erben der Kiewer Rus darzustellen. Die Fortführung der Kiewer Staatlichkeit sahen sie vor allem im Fürstentum Galizien-Wolhynien. Vor allem seit der Unabhängigkeit der Ukraine im Jahr 1991 wird die Kiewer Rus in den Werken vieler Publizisten als ukrainischer Staat dargestellt.

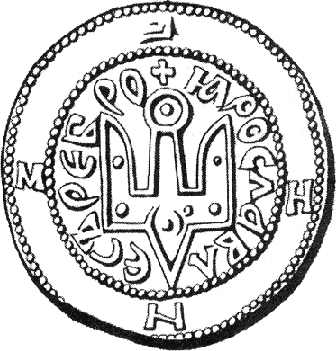
Siegel Jaroslaws des Weisen
Das Wappen der Ukraine geht auf die Rurikiden zurück

### Belarussische Darstellung
In der belarussischen Historiographie gibt es verschiedene Sichtweisen auf die Kiewer Rus. Während in der akademischen Geschichtswissenschaft überwiegend die russische und sowjetische Interpretation vertreten wird, messen nationalpatriotische Publizisten der Kiewer Rus eher eine geringe Bedeutung für die belarussische Geschichte bei. Die Ethnogenese der Belarussen wird von ihnen als ein unabhängiger Prozess auf der Basis der lokalen slawischen und baltischen Stämme angesehen. Politisch und kulturell identifizieren sie sich vor allem mit dem Großfürstentum Litauen, in dem Belarus sein Goldenes Zeitalter erlebt habe und dessen Errungenschaften sie vor allem den Belarussen zuschreiben.